# 戴斯瑙
戴斯瑙（波蘭語：Desno，發音：[ˈdɛsnɔ]）是波蘭馬佐夫舍省明斯克縣哈利努夫市镇的一個村莊。该村位於哈利努夫鎮以東約五公里處、明斯克縣縣治馬佐夫舍地區明斯克西北12公里處及波蘭首都華沙以東29公里處。人口数量为229人。